# Emili (projet minier)

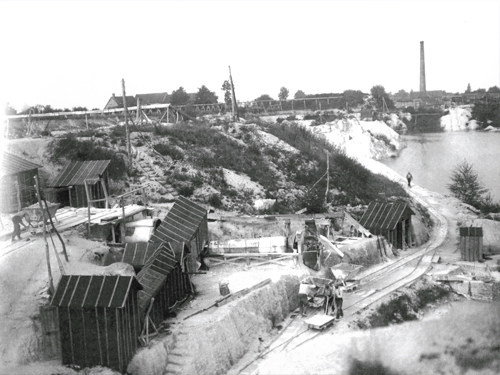
Photo ancienne de la carrière Kaolin à Échassières.

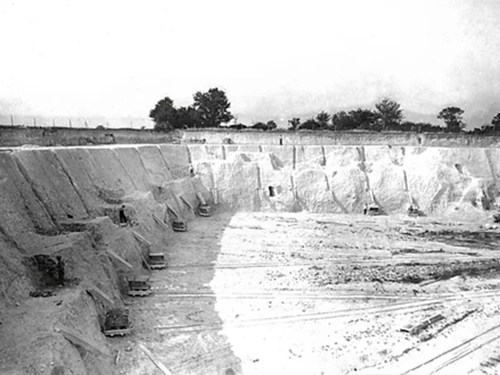
Photo ancienne de la carrière.

Emili (acronyme signifiant « Exploitation de MIca Lithinifère par Imerys ») est un projet d'extraction minière situé à Échassières, en France, dans le département de l'Allier, portant sur l'exploration d'un important gisement de lithium. Estimé par Imerys à environ « 117 millions de tonnes de ressources avec une teneur moyenne de 0,9 % d'oxyde de lithium (Li2O), représentant plus d’un million de tonnes de lithium, 0,13 % d'étain et 0,02 % de tantale », il est localisé dans le socle granitique, situé sous l'emplacement d'une mine de kaolin déjà en fonctionnement depuis le XIXe siècle, entre 75 mètres et 400 mètres de profondeur. Imerys envisage une exploitation à -100 à -300 m.
Annoncé le 24 octobre 2022 comme étant l'un des plus grands projets miniers dans le sous-sol de l'Union européenne, Emili a l'ambition de réduire la dépendance aux importations de la France en lithium, un métal essentiel à la production de batteries liées à l'électrification des mobilités projetées pour la transition énergétique. Avec l'ambition d'extraire 34 000 tonnes/an, la mine devrait permettre la production d'environ 700 000 véhicules électriques.
Porté par la société française Imerys, le projet devrait démarrer à l'horizon 2027-2028 et nécessiterait au moins un milliard d'euro d'investissement. Il s'agirait du premier projet de mine en France métropolitaine depuis un demi-siècle,. Il a été déclaré « projet d'intérêt national majeur » le 7 juillet 2024, ce qui lui permettra de bénéficier de procédures d'implantation accélérées ou de dérogations administratives. 

## Historique
Ce site, situé à Échassières et racheté par Imerys en 2005, est connu de longue date pour son potentiel minier, un gisement de kaolin y étant exploité depuis 1850. Cette mine à ciel ouvert, dite « de Beauvoir » (du nom du lieu-dit voisin) située en bordure de la forêt des Colettes à la limite des départements de l'Allier et du Puy-de-Dôme, produit chaque année 25 000 à 30 000 tonnes de cette argile blanche, destiné à la céramique. Jusqu'en 1976, le kaolin d'Échassières est notamment livré aux usines produisant la porcelaine de Limoges.
Dans les années 1960, le Bureau de recherches géologiques et minières (BRGM) identifie la présence de lithium, mais Imerys ignorait jusqu'alors sa teneur et donc si son exploitation pouvait être rentable.
En 2015, l'État octroie à Imerys un permis exclusif de recherches sur une zone de zone de 12,17 km2 sur le site de Beauvoir. En 2017, la Commission européenne décide de soutenir « l'alliance européenne pour les batteries », un projet visant à créer une chaîne de valeur européenne pour les batteries complète, compétitive et durable,. En 2018, un rapport du BRGM dresse un portrait positif des ressources et du potentiel français en lithium.
En 2021 et 2022, Imerys investit 30 millions d'euros pour financer une exploration (deux campagnes de sondages) et une analyse poussée du site. En 2021, le groupe se voit accorder par le gouvernement une prolongation jusqu'en mai 2025 du permis de recherches de mines de lithium, étain, tantale, niobium, tungstène et béryllium dans le cadre du « Permis de Beauvoir ». En octobre 2022, au bout de dix-huit mois de sondages et d'études, des spécialistes de l'extraction minière confirment l'intérêt économique de cette mine.
Selon Alessandro Dazza, directeur général d'Imerys, ce gisement, situé entre 75 mètres et 400 mètres de profondeur, serait deux fois et demie plus important qu'attendu avec un million de tonnes d'oxyde de lithium contre 320 000 tonnes estimées initialement, offrant au moins vingt-cinq ans d'exploitation (« 26 années au total dont trois années de montée en charge et autant de décroissance d'activité » selon le projet en 2023), à raison d'au moins « 34 000 tonnes par an d'hydroxyde de lithium à destination des usines de batterie du nord de la France et au-delà (Pays-Bas) ». Il est prévu de creuser dans le granite (riche en mica contenant lui-même des traces de lithium) pour créer des galeries d'extraction à plus de 400 mètres sous terre et un site de concassage souterrain, au-dessus duquel serait déployée sur 30 hectares l'usine de concentration du minerai. D'après la feuille de route du projet Emili, un premier pilote à l'échelle laboratoire sera expérimenté en 2023, avant l'expérimentation du pilote industriel en 2024, puis sa mise en service en 2025, tandis que l'ouverture de l'usine commerciale est annoncée pour 2028.
En 2023, un projet Imerys relatif à une « galerie souterraine pilote et aux pilotes industriels de traitements » est soumis par la préfète de l'Allier le 27 octobre 2023, pour cadrage préalable, à l'Autorité environnementale (Ae), pour lequel l'Ae a rendu un avis (délibéré n° 2023-114) le 21 décembre 2023. Cet avis, public, « vise à permettre d'améliorer la conception du projet, ainsi que l'information du public et sa participation à l'élaboration des décisions qui s'y rapportent. L'avis ne lui est ni favorable, ni défavorable et ne porte pas sur son opportunité » précise l'Ae. Selon l'avis de l'Ae basé sur les dires de l'exploitant : « L'exploitation minière, le concassage et le broyage seront réalisés en souterrain sur le site de Beauvoir. La flottation/concentration sera faite en surface, dans une usine dédiée, qui sera construite sur le site accueillant les installations industrielles de la carrière existante. Le mica contenant le lithium sera transporté depuis le site d'extraction par canalisation gravitaire jusqu'à une plateforme de chargement ferroviaire où il sera filtré et stocké. Puis le produit sera transporté en train jusqu'à l'usine de conversion. Celle-ci sera selon le dossier « proche » du site, dans un secteur nécessairement desservi par le train, où il existe des disponibilités foncières et où les ressources en eau sont suffisantes. Sa localisation n'est pas encore choisie. La réhabilitation d'une ou de lignes de train serait nécessaire ainsi qu'un raccordement électrique pour chacune des deux usines ».
Le projet est soutenu par le Gouvernement et de nombreux élus locaux, mais fait localement débat. En mars 2024, un débat public et citoyen sur l'exploitation de cette mine, est organisé par la Commission nationale du débat public, dans le département de l'Allier. Il devait se clore le 7 juillet mais a été prolongé jusqu'au 21 juillet 2024. Marquée par une forte participation citoyenne – plus de trois mille participants aux douze réunions publiques – cette concertation est traversée par des tensions de la part de ses opposants.
Conformément au code minier, Imerys dispose d'un permis exclusif de recherche (prolongé jusqu'en 2025) nécessaire pour la phase (extraction) pilote. L'entreprise devra ensuite obtenir une concession d'exploitation minière et plusieurs autorisations environnementales (au titre de la législation sur l'eau et au titre des installations classées pour la protection de l'environnement) seront nécessaires, pour la phase pilote comme pour la phase commerciale (extraction, concentration, conversion et mise sur le marché).
Durant le débat public, le 5 juillet 2024, un décret classe le projet « projet d'intérêt national majeur », un statut créé par la loi industrie verte en octobre 2023, permettant aux projets industriels jugés très importants pour la transition écologique ou la souveraineté nationale de bénéficier de mesures d'accélération ou de dérogations administratives,.

### Projet de phase pilote (de trois à cinq ans)
Selon l'Avis de l'Ae, il s'agit d'engager des travaux et un début d'exploitation « à l’échelle 1/160e à 1/80e de la taille commerciale. La production annuelle de minerai pendant cette phase sera de 13 000 tonnes. Cette phase comprend de fait l'extraction, la concentration sur le site de Beauvoir et aussi la conversion (cf. annexe V du dossier) « sur un site à déterminer. Le terrain d’accueil pressenti à ce stade correspond à une friche industrielle ou une zone d’activités », à distance d’Échassières ». Les installations consisteront en :
* « un portail d’entrée de la galerie, la galerie souterraine (1 172 m, 115 m de dénivelé), les stocks de minerai tout-venant et concassé en sortie de galerie sur une plateforme de 2,4 ha »,
* « le bâtiment de l'usine pilote de concentration de 2 225 m2 et de 6,5 m de hauteur, le stock de minerai concassé de l’usine pilote sur une plateforme de 1,5 ha. Les stériles d’extraction (micaschiste et greisen) et les résidus de traitement du minerai seront stockés au niveau des verses existantes »,
* « le bâtiment principal de l’usine de conversion, d’une emprise d’environ 1 ha, pour une hauteur allant jusqu’à 15 m (au niveau de l’évaporateur), doté d’une cheminée pouvant atteindre 25 m de hauteur, les voiries et accès au site d’une emprise d’environ 1 ha, une zone chantier temporaire d’environ 1 ha supplémentaire, un bâtiment administratif et un parking d’une emprise de 0,25 ha ». À ce stade, de l’usine de concentration à celle de conversion, le transport se fera en camion et pas encore par canalisation plus train (un mode de transport qui n'est prévu que pour la phase commerciale).
L'extraction du minerai se fera quinze heures par jour, cinq jours par semaine, avec un à deux tirs chaque jour. Le matériau sorti sera stocké sur une plateforme proche de la sortie de galerie en attente d'opérations ponctuelles (trois à quatre jours par trimestre) de concassages primaire, secondaire et tertiaire, puis exporté vers l’usine pilote.
Les deux usines pilotes (de concentration et de conversion) tourneront, elles, en continu.
La conversion implique un broyage suivi d'une calcination du minerai concentré (à 1 000 °C et en présence de réactifs sulfatés (gypse)). Le lithium est ensuite extrait par lessivage (lixiviation) à l'eau du matériau calciné.
Pour ces trois à cinq ans, Imerys estime les besoins de cette phase à :
- 16 340 m3/an d'eau pour l'extraction ; 215 000 m3/an pour la concentration (recyclée pour environ 210 000 m3) seront recyclés et 45 000 m3/an pour la conversion[2] ;
- 1 750 MWh par an en électricité (pour le forage et la concentration) ; et 40 000 MWh par an pour la conversion ;
- 1,3 million de Nm3 (normo-mètre cube) de gaz naturel par an (soit environ 14 300 MWh par an)[2].

## Parties prenantes

### Soutiens politiques
Ce projet minier, porté l'entreprise française Imerys « avec RTE, la SNCF et la Région Auvergne-Rhône-Alpes » a aussi reçu le soutien du gouvernement français qui lui octroie une aide d'un million de fonds publics, provenant d'un plan de relance du gouvernement après la pandémie de Covid-19 pour financer les travaux de prospection du site entre 2021 et 2022.
Le président Emmanuel Macron déclare « Nous avons des mines de lithium et nous allons les développer […] C'est la clé pour notre souveraineté. », tandis que son Ministre de l'Économie, des Finances et de la Souveraineté industrielle et numérique, Bruno Le Maire qui déclare : « Ce projet, exemplaire sur le plan environnemental et climatique, réduira drastiquement nos besoins d'importation de lithium. ». En février 2022, la Ministre de la Transition écologique et solidaire, Barbara Pompili, affirme avoir « besoin de matériaux comme le lithium afin de rentrer dans une société dans laquelle on émettra moins de gaz à effet de serre ». Sa successeur Agnès Pannier-Runacher salue à son tour ce projet d'exploitation minière allant dans le sens de l'indépendance énergétique et industrielle de la France et de ses objectifs climatiques (neutralité carbone en 2050).
Le 24 octobre 2022, le lancement officiel du projet se fait en présence d'Alessandro Dazza, directeur général d'Imerys, et de plusieurs représentants locaux de l'État : Valérie Hatsch, préfète de l'Allier, Claude Riboulet, président du Conseil Départemental et Stéphanie Dupuy-Lyon, directrice de la Direction générale de l'aménagement, du logement et de la nature. Le mois suivant, des représentants régionaux du parti Europe Écologie Les Verts d'Auvergne-Rhône-Alpes se rendent à Échassières pour échanger avec l'équipe du projet d'exploitation de lithium EMILI.

### Recherche
En 2022, le Centre national de la recherche scientifique via deux laboratoires GéoRessources et CRPG (Centre de recherches pétrographiques et géochimiques) de l'université de Lorraine collaborent avec le Labex nancéien RESSOURCES dans un projet baptisé « Li-Beauvoir » : cinq doctorants, trois post-doctorants et dix chercheurs sont mobilisés pour cinq ans, afin de comprendre la formation du granite de Beauvoir, la caractériser en termes physicochimiques et de gisement, et préparer la valorisation de son lithium.

### Acceptation par les habitants
Les habitants du village d'Échassières, enclavé et habitué à vivre de l'industrie minière, accueillent majoritairement avec satisfaction ce projet pour relancer l'économie locale, confrontée au déclin économique et démographique,. 
Certaines associations écologistes locales s'inquiètent de l'impact de cette exploitation sur la forêt des Colettes, classée site Natura 2000, ce à quoi Imerys répond que si cette forêt fait effectivement partie de la zone concernée par le permis de recherche, elle ne sera pas intégrée à la zone d'exploitation. D'autres inquiétudes des habitants concernent les prélèvements en eau nécessaires à cette exploitation.
Une première réunion d'information est organisée à Lalizolle en mars 2023. Imerys déclare que l'extraction et la concentration doivent se faire sur le site de la carrière actuelle. Les produits seront ensuite chargés et acheminés en train jusqu'à l'usine finale de conversion, située sur une friche industrielle, dans un lieu qui reste encore à déterminer, à cent kilomètres maximum du site de Beauvoir. La concentration en lithium du gisement se situe entre 0,9 % et 1 %. D'autres minéraux (feldspath, étain, tantale, etc.) seront valorisés. Mais les déchets (résidus et stériles) ne pourront pas tous être réintroduits sous terre. Une étude hydraulique sera lancée par le cabinet spécialisé Antea Group en 2023. La durée d'exploitation de la mine est estimée à vingt-cinq ans et son impact direct et indirect sur l'emploi à mille personnes dans l'Allier.
Le 30 septembre 2024, la Commission nationale du débat public (CNDP) présente la synthèse des concertations citoyennes organisées jusqu'au 5 juillet en amont travaux du projet minier. Celle-ci a fait remonter les inquiétudes locales liées aux risques environnementaux (gestion des déchets, usage de l’eau, pollution des sous-sols, impact sur la biodiversité) et socio-économiques (retombées en termes d’emplois, aménagement du territoire, partage de la rente minière pour les communes retenues), ainsi que des divergences  concernant la transition énergétique dans sa globalité, et la place du lithium dans cette transition. 

## Impact économique
Dans le détail, Emili se découpe en trois entités : le site d’extraction et de transformation du lithium à Echassières, dans une mine souterraine où Imerys exploite déjà du kaolin depuis 2005 ; le site de stockage, dans la commune de Saint-Bonnet-de-Rochefort ; et l’usine de conversion pour le raffinage, à Montluçon. Le transport du minerai d’un site à l’autre se ferait par voie souterraine ou par train.

### Rentabilité du projet
L'exploitation de lithium d'Imerys va coûter plus d'un milliard d'euros, sur la base d'un coût de production du lithium estimé entre 7 euros et 9 euros le kilo. Imerys le juge « très compétitif, en particulier sur le marché européen, et pouvant garantir un retour sur investissement conformément aux orientations du groupe » alors qu'en 2021 la tonne de lithium est à 45 030 €, avant de dépasser les 50 000 € en 2022.

### Impact économique local
Au niveau local, ce projet pourrait à terme entraîner la création de mille emplois directs et indirects en région Auvergne-Rhône-Alpes, sur deux sites : la mine d'extraction souterraine et une usine de purification des minéraux et de transformation en hydroxyde de lithium, à moins de cent kilomètres de la mine. L'exploitation de ce projet minier devrait durer vingt-cinq ans. Selon Imerys, ce projet contribuera à la création d'une filière européenne intégrée de la batterie pour véhicules électriques en proposant une solution locale pour le lithium. Le lithium est utilisé dans la fabrication des cathodes, le pôle négatif des batteries électriques.
À Saint-Bonnet-de-Rochefort, à seize kilomètres du site d'Échassières, une station de chargement du minerai doit être construite sur 15 hectares, avec des bâtiments hauts de 20 mètres et des filtres-presses de 8 mètres de diamètre destinés à assécher le minerai pour le transporter ensuite par rail.
Les villes de Commentry et de Montluçon, situées respectivement à 22 km et 35 km du site minier, sont en concurrence pour accueillir l'usine de conversion du lithium extrait de cette exploitation. C'est finalement à Saint-Victor, dans l'agglomération de Montluçon, qu'une usine de conversion pour recevoir le mica et en extraire le lithium est prévu.

### Impact macroéconomique
Sur le plan macro-économique, ce projet doit permettre à l'Europe de ne pas devenir dépendant de la Chine pour le lithium nécessaire aux batteries des voitures électriques, censées être les seuls véhicules neufs qui pourront être vendus dans l'Union européenne à partir de 2035. En effet, la production mondiale de lithium est très concentrée, quatre pays ayant la mainmise sur 95 % de la production mondiale : la Chine, le Chili, l'Australie et l'Argentine.

## Impact environnemental

### Critiques et oppositions
Ce projet est critiqué pour ses conséquences environnementales par Antoine Gatet, le vice-président de France Nature Environnement (FNE), ainsi que par Michel Jarry, président de FNE pour la région Auvergne-Rhône-Alpes. Les critiques dont ce projet est la cible portent sur :
- Si le lithium est très abondant sur ce site (près d'un million de tonnes), sa faible concentration, de l'ordre de 0,9 à 1 %, implique qu'il faudrait extraire près de 100 tonnes de roche pour n'obtenir qu'une seule tonne de lithium[34].
- La consommation très importante d'eau pour l'extraction de lithium (deux mille litres d'eau pour produire un gramme de lithium[17]), d'énergie, et de produits chimiques[39].
- Le fait que les bénéfices ne concerneront qu'une minorité d'individus puisqu'il s'agit de produire un véhicule très onéreux inaccessible au plus grand nombre[6] (ce qui n'empêche pas Michel Jarry de reconnaître « une bonne nouvelle peut-être pour les emplois mais pas pour la nature[40] »).

### Mesures et réponses d'Imerys
Imerys estime, lui, que les émissions de CO2 générées par l'exploitation ne seront que de 8 kg/tonne de lithium extraite ; cependant, il faut deux tonnes d'eau pour produire un gramme de lithium. La mine sera souterraine, ce qui minimisera les poussières. Le transfert des roches se fera par canalisations et voie ferrée pour limiter le trafic de camions entre la mine et le site de raffinage. En outre, Imerys a annoncé que la mine adopterait le standard IRMA en cours d'élaboration, Initiative for Responsible Mining Assurance, qui vise à réduire les rejets toxiques et à minimiser la consommation d'eau.
Les organismes spécialisés chargés d'évaluer les impacts sur l'eau et la biodiversité sont Antea Group et Écosphère, tandis qu'Imerys a annoncé une étude sur les sources et les puits d'Échassières, supposée paraître en 2023.

### Autre remarque
Les géologue et ingénieure en géochimie Marieke Van Lichtervelde et Laure Laffont saluent dans Libération un projet minier dont les conséquences environnementales néfastes sont relativement faibles, mais mettent en garde contre un effet rebond provoqué par cette offre supplémentaire de lithium ; elles appellent à ce que la sobriété des usages devienne « la norme ».